# 偵察機・哨戒機の一覧
偵察機･哨戒機の一覧は、偵察機と対潜哨戒機を、開発された国ごとと時代ごとにまとめた、一覧である。

## 第一次世界大戦前・戦中

### ドイツ
- LVG C.V - 偵察機
- LVG C.VI - 偵察機
- AGO C.I - 偵察機
- AGO C.II - 偵察機
- AGO C.III - 偵察機

### イギリス
- ソッピース タブロイド - 偵察機
- パーナル パンサー - 艦上偵察機
- フェリックストウ F.5 - 飛行艇
- ブリストル スカウト - 偵察機
- RAF B.E.2 - 偵察機

### フランス
- モーリス・ファルマン MF.7 - 偵察機
- モーリス・ファルマン MF.11 - 偵察機
- コードロン G.4 - 偵察機
- サルムソン 2 - 偵察機
- FBA H型

### オーストリア＝ハンガリー
- ウファク C.I

### 日本
- 横廠式ホ号乙型試作水上機 - 偵察機・爆撃機
- 横廠式ホ号試作小型水上機 - 偵察機
- 横廠式ロ号甲型水上偵察機 - 偵察機
- 会式二年型飛行機 - 偵察機

## 戦間期

### イギリス
- アブロ バイソン
- ブラックバーン カンガルー
- ブラックバーン ブラックバーン
- スーパーマリン ウォーラス
- アブロ アンソン
- フェアリー シーフォックス

### アメリカ
- カーチス SOC シーガル
- コンソリデーテッド PBY カタリナ
- グラマン J2F ダック

### イタリア
- カント Z.501
- カント Z.506
- メリディオナリ Ro.37
- メリディオナリ Ro.43

### 日本
海軍
- 一〇式艦上偵察機 - 偵察機
- 十年式水上偵察機 - 偵察機
- 一四式水上偵察機 - 偵察機
- 鴻型水上偵察機 - 偵察機
- 横廠式一号水上偵察機 - 偵察機
- 一五式水上偵察機 - 偵察機
- 一五式甲型水上偵察機 - 偵察機
- 横廠式辰号試作水上偵察機 - 偵察機
- 一五式飛行艇 - 哨戒機・偵察機
- 試作特種艦上偵察機 - 偵察機・実験機
- 二式複座水上偵察機 - 偵察機
- 二式単座水上偵察機 - 偵察機
- 二式三座水上偵察機 - 偵察機
- 川崎試作艦上偵察機 - 偵察機・実験機
- 八九式飛行艇 - 哨戒機・偵察機
- 九〇式飛行艇 - 哨戒機・偵察機
- 九〇式一号水上偵察機 - 偵察機
- AB-2 - 偵察機
- 九〇式二号水上偵察機 - 偵察機
- 九〇式三号水上偵察機 - 偵察機
- 九一式水上偵察機 - 偵察機
- 九一式飛行艇 - 哨戒機・偵察機
- 六試小型夜間偵察飛行艇 - 偵察機
- 九四式水上偵察機 - 偵察機
- 七試水上偵察機 - 偵察機
- 九五式水上偵察機 - 偵察機
- 八試水上偵察機 - 偵察機
- 八試複座戦闘機 - 偵察兼戦闘機
- 八試特殊偵察機 - 偵察機・実験機 九六式陸上攻撃機の原型機
- 九六式水上偵察機 - 偵察機
- 九六式小型水上機 - 偵察機
- 九試夜間水上偵察機 - 偵察機
- 九七式艦上偵察機 - 偵察機
- 九七式飛行艇 - 哨戒機・偵察機
- 十試水上観測機 - 偵察機
- 九八式陸上偵察機 - 偵察機
- 九八式水上偵察機 - 偵察機
- 十一試特殊水上偵察機 - 偵察機
- AM-16 - 偵察機
- 九九式飛行艇 - 哨戒機
- 十二試二座水上偵察機 - 偵察機
- 十二試三座水上偵察機 - 偵察機
- 十二試特殊飛行艇 - 偵察機
- 十三試高速陸上偵察機 - 偵察機（計画のみ）

陸軍
- 校式一型試作偵察機 - 偵察機
- 校式A-3試作遠距離偵察機 - 偵察機
- 八八式偵察機 - 偵察機
- 鳶型試作偵察機 - 偵察機
- T-2 / T-3 - 偵察機
- N-35 - 偵察機
- 九二式偵察機 - 偵察機
- 試作近距離偵察機 - 偵察機
- KDA-6 - 偵察機
- T-5 - 偵察機（計画のみ）
- 九四式偵察機 - 偵察機
- 九七式司令部偵察機 - 偵察機
- キ35試作直協偵察機 - 偵察機（計画のみ）
- 九八式直接協同偵察機 - 偵察機
- キ40試作司令部偵察機 - 偵察機（計画のみ）
- 九九式軍偵察機 - 偵察機

輸出用
- AB-3 - 偵察機 中華民国海軍向け
- シャム国海軍水上偵察機 - 偵察機 シャム海軍向け

### ドイツ
- ドルニエ Do 18
- ドルニエ Do 24
- ドルニエ Do 26
- ヘンシェル Hs 126
- ハインケル HD 25
- ハインケル He 46
- ハインケル He 59
- ハインケル He 60
- ハインケル He 114
- ハインケル He 116

### フランス
- ブレゲー 521
- ポテーズ 15
- ポテーズ 25
- ミュロ M117
- ルバッスール PL.4
- ロワール 130

### オランダ
- フォッカー B.I - 飛行艇
- フォッカー T.VIII - 偵察機・水上雷撃機

### チェコスロバキア
- アエロ A.100(Aero A.100) - 偵察機・爆撃機
- アエロ A.304(Aero A.304) - 偵察機・爆撃機

### スウェーデン
- サーブ 17

### ポーランド
- PZL.23
- RWD-14 チャプラ(RWD-14)

### 中華民国
- 江鶴
- 寧海

## 第二次世界大戦中

### 日本
海軍
- 零式水上偵察機 - 艦載用偵察機
- 零式観測機 - 弾着観測機・偵察機
- 零式小型水上機 - 潜水艦用偵察機
- 二式飛行艇- 偵察機・爆撃機
- 二式艦上偵察機 - 偵察機・彗星の前身で艦上偵察機型
- 二式陸上偵察機 - 偵察機 月光の前身で陸上偵察機型
- 二式練習飛行艇 - 哨戒機・練習機
- 彩雲 - 艦上偵察機
- 紫雲 - 偵察機
- 瑞雲 - 偵察機
- 暁雲 - 偵察機（計画のみ）
- 景雲 - 偵察機
- 東海 - 対潜哨戒機
- 大洋 - 哨戒機・輸送機（計画のみ）
- 南海 - 対潜哨戒機（計画のみ）

陸軍
- 一〇〇式司令部偵察機 - 司令部偵察機
- キ70試作司令部偵察機 - 司令部偵察機
- キ71試作軍偵/襲撃機 - 司令部偵察機・襲撃機
- キ72試作直協偵察機 - 直接協同偵察機（計画のみ）
- キ73試作偵察実験機 - 偵察機
- キ74試作遠距離偵察爆撃機 - 偵察機・爆撃機
- 三式指揮連絡機 - 観測機・連絡機
- キ95試作司令部偵察機 - 偵察機（計画のみ）
- カ号観測機 - 観測機・対潜哨戒機
- テ号観測機 - 観測機
- 陸軍砲兵観測機 - 観測機

### アメリカ
- コンソリデーテッド PB2Y コロネド
- コンソリデーテッド PB4Y-1 シーリベレーター
- コンソリデーテッド PB4Y-2 プライバティア
- マーチン PBM マリナー
- カーチス SO3C シーミュー
- ボート OS2U キングフィッシャー
- カーチス SC シーホーク
- PV-1 ベンチュラ
- PV-2 ハープーン
- P2V ネプチューン
- P4M マーケーター - 対潜哨戒機
- P5M マーリン - 対潜哨戒機
- P6M シーマスター - 対潜哨戒機
- スチンソン O-49（L-1） ビジラント
- スチンソン O-62（L-5） センチネル

### イギリス
- ウェストランド ライサンダー
- ビッカース ウォーウィック
- ショート サンダーランド
- サンダース・ロー ラーウィック
- スーパーマリン シーオッター
- ショート シェットランド
- ブラックバーン B.20
- ロッキード ハドソン - アメリカ製
- マーチン メリーランド - アメリカ製

### ドイツ
- ブローム・ウント・フォス BV 141 - 偵察機
- フィーゼラー Fi 156  - 偵察機・連絡機
- アラド Ar 196
- フォッケウルフ Fw 189
- ブローム・ウント・フォス BV 138 - 偵察機・哨戒機
- ブローム・ウント・フォス Ha 139 - 偵察機・哨戒機
- ブローム・ウント・フォス BV 222 - 偵察機・哨戒機
- アラド Ar 231
- ユンカース Ju 290

### イタリア
- カプロニ  Ca.311
- CANSA  FC.20
- カント Z.506
- フィアット RS.14

### フランス
- ポテ（ポテーズ） 637/63.11
- ブロッシュ MB174
- アンリオ NC.530

## 終戦から1960年まで

### アメリカ
- XF-12 レインボー - 偵察機(試作のみ)
- U-2 - 偵察機
- P2V ネプチューン - 対潜哨戒機
- S2F トラッカー - 対潜哨戒機
- OV-1 モホーク - 偵察機（陸軍）

### ソ連
- Be-6 - 哨戒機
- Yak-27 - 偵察機

### イギリス
- アブロ シャクルトン - 対潜哨戒機
- フェアリー ガネット - 対潜哨戒機
- ショート シーミュー - 対潜哨戒機

## 1960年代から1980年まで

### アメリカ
- RF-4 ファントム II - 偵察機
- A-12 オックスカート - 偵察機
- SR-71 ブラックバード - 偵察機
- RF-5E タイガーアイ - 偵察機（輸出用）
- RT-28 - 偵察機（旧ラオス王国への輸出用）
- P-3 オライオン - 対潜哨戒機
- S-3 バイキング - 対潜哨戒機

### 日本
- RF-4E ファントム II - 偵察機
- P-2J - 哨戒機（海上自衛隊）
- PS-1 - 対潜哨戒飛行艇（海上自衛隊）
- LR-1 - 偵察機・連絡機（陸上自衛隊）

### ソ連
- Be-12 チャイカ - 哨戒機
- Il-38 - 哨戒機
- MiG-21 - 偵察機
- MiG-25 - 偵察機
- Su-17 - 偵察機
- Su-24 - 偵察機
- Tu-142 - 哨戒機
- Yak-28 - 偵察機

## 1980年代から現在

### アメリカ
- ヘリオスプロトタイプ - 無人実験偵察機
- RQ-1 プレデター - 偵察機
- RQ-4 グローバルホーク - 偵察機
- P-8 - 哨戒機

### 日本
- LR-2 ハヤブサ - 偵察機（陸上自衛隊）
- OH-1 ニンジャ - 観測ヘリコプター（陸上自衛隊）
- P-1 - 哨戒機（海上自衛隊）
- P-3 - 哨戒機（海上自衛隊）
- FFOS 遠隔操縦観測システム - 観測ヘリコプター・無人（陸上自衛隊）
- FFRS 新無人偵察機システム - 観測ヘリコプター・無人（陸上自衛隊）
- RF-4EJ ファントム II - 偵察戦闘機
- RF-4E ファントム II - 偵察機
- 無人機研究システム - 偵察機・無人

### ソ連・ロシア
- A-40 アリバトロース - 哨戒機
- Be-42 アリバトロース - 哨戒機
- M-17 ストラトスフェラ - 偵察機

### 北朝鮮
- N-78[1]